# الجبر (دي سي كوميكس)
الجبر Al Jabr, بطل خارق من دي سي كوميكس. تم أنشاؤه من قبل كاتب سلسلة فرسان الشيطان Demon Knights بول كورنيل. وكان أول ظهور له في فرسان الشيطان # 1 في عام 2011.

## الأصول
لا يعرف إلا القليل عن الرجل المعروف بأسم الجبر. ومن المفترض أن يكون من أصل عربي، وتشير بعض التطورات إلى أنه قد يكون مسلم ممارس. وتعتقد أميرات ألبا ساروم بأن أسمه مجرد أسم مستعار.

## السيرة الذاتية للشخصية الخيالية
كان الجبر عالم رياضيات وعالم ذكي يجوب أنحاء أوروبا في القرن العاشر. في حين يصل إلى انكلترا إلى قرية اسمها ليتل سبريتغ ويدخل إلى حانة محلية. يحاول الجبر الحصول على الخدمة، ولكن يرفض النادل طلبه بسبب كونه أجنبياً.
مسافر آخر، امرأة كبيرة من الأمازون تدعى إكسوريستوس، تقنعه تقريباً لتلبية طلبه. وهناك في البار يلتقون بمحارب آخر، جايسون بلود الملعون ورفيقته مدام شانادو الذين هم على طاولة يتحدثون مع الخالد فاندال سافاج.
وبذات اللحظة يحصل هجوم من قبل حشد الملكة كويستينغ. ثم يقرر جيسون تحويل نفسه إلى إتريغان لمحاربتهم. في حين الجميع يحارب الحشد، يلقي موردرو التنين لمهاجمة البار.
بعد مرور 30 عاماً على فك فرسان الشيطان، يحاول الجبر أستدعائهم كلهم معاً مرة أخرى. ومع ذلك يترك مهمة العثور عليهم لليسر مين والفارس الساطع، إكسوريستوس وهورسومان أنتهى بهم المطاف مسجونين تحت مدينته الوادي في قلب اسبانيا المغربية، وبمجرد عودته أطلق سراحهم وكشف لهم عن عمره.

## القوى والقدرات
- الهندسة الكهربائية: يبدو أن الجبر ماهراً بشكل بدائي في الهندسة الكهربائية حيث انه قادر على اصابة الحشد المهاجم.
- القيادة: ساعد الجبر على إنشاء الأراضي المغربية الوادي في إسبانيا والحفاظ عليها، وحكمها.
- القتال اليدوي (متقدم): الجبر هو بارع تماماً في التعامل مع نفسه في القتال البدني حتى من دون تكنولوجيا أو أسلحته.
- سوردسمانشيب: الجبر معروف بمهاراته بمبارزته بالسيف.
- الأسلحة: يمكنه صنع أسلحة مع أي شيء من حوله. عندما دافع عن قرية صغيرة من حشد غازي قام بتسليح القرية بأكملها بقطع من منازلهم التي حولت إلى سيوف ومركبات.[2]